# La donna nuda (film 1914)
La donna nuda è un film del 1914 diretto da Carmine Gallone.

## Trama
La donna nuda è il titolo del quadro con cui Pierre Bernier ha trionfato al Salon des expositions di Parigi. La stessa sera del trionfo, Pierre decide di sposare Lolette, la modella che ha posato per il quadro. In seguito, ormai ricco e celebre, il pittore si invaghisce della principessa di Chabran. Disperata per l'abbandono, Lolette tenta il suicidio, ma viene salvata da Rouchard, un vecchio amico che la prende a vivere con sé ospitandola nella sua casa di campagna. Il pittore intanto comprende che la principessa ha voluto coltivare un semplice flirt e decide di tornare da Lolette. Il povero Rouchard, innamorato senza speranza, resta solo.